# Claude Bonnefoy
Pour les articles homonymes, voir Bonnefoy.
Claude Bonnefoy, né le 18 septembre 1929 à Clermont-Ferrand et mort le 10 novembre 1979 dans le 13e arrondissement de Paris, est un critique littéraire français. Il collabore à plusieurs revues, anime des collections littéraires et écrit de nombreux ouvrages dont certains sont encore réédités. Il est le fils de l'écrivain René Bonnefoy, dit B. R. Bruss.

## Biographie
De formation universitaire, Claude Bonnefoy abandonne l'enseignement pour se consacrer au journalisme, d'abord à Arts, puis à La Quinzaine littéraire, du comité de rédaction de laquelle il est membre durant plusieurs années et enfin aux Nouvelles littéraires. Il crée ou anime des collections : L'Univers des livres aux Presses de la Renaissance, Entretiens chez Belfond ou Les Inoubliables chez Garnier. Pendant presque vingt-cinq ans, il se consacre à la découverte, à la défense de tous les talents dans lesquels il percevait la présence dérangeante de la modernité : le Nouveau Roman, Eugène Ionesco ou Samuel Beckett. Car c'est cela qui importe à Claude Bonnefoy : l'impact d'un auteur sur la tradition, ce que son œuvre nous force à lire en nous, malgré nous. C'est aussi dans la perspective d'une culture de la provocation que s'inscrit sa biographie fictionnelle  — entre pastiche et parodie littéraire —   sur Ronceraille, dont Daniel Oster rend compte ainsi : « c'est non seulement toute la mythologie sociale de l'écrivain qui est mise à mal, mais les prétentions scripturaires et critiques de la modernité elle-même ».
Serge Fauchereau fait son éloge en ces termes : « Claude était l'homme le plus aimable qu'on ait pu rencontrer dans ces milieux littéraires souvent discutables. Jamais méchant, jamais mesquin : les journaux littéraires, les revues auxquels il a collaboré le savaient bien ». Enfin, Pierre Belfond publie en 1981 un recueil des articles les plus significatifs de Claude Bonnefoy.

### Articles

#### Claude Bonnefoy
- 16/11/1969, « Un thème privilégié : l'enfance », La Quinzaine littéraire nº83
- 16/01/1970, « Qu'est-ce que la littérature érotique ? », La Quinzaine littéraire nº87
- 16/03/1970, « Du soldat Schveik à Kafka », La Quinzaine littéraire nº91
- 01/01/1971, « Patrick White, Le Mystérieux Mandala », La Quinzaine littéraire nº109
- 19/02/1973, « Le triomphe de la fiction », La Quinzaine littéraire
- 24/04/1973, « Les pouvoirs de l'écriture, La Quinzaine littéraire
- 01/03/1974, « Le pari de la FNAC », La Quinzaine littéraire nº182
- 01/04/1974, « L'édition en crise (I) », La Quinzaine littéraire nº184,
- 16/04/1974, « L'édition en crise (II) - Du papier cher et qui fait défaut », La Quinzaine littéraire nº185
- 01/05/1974, « L'édition en crise (III) - Jérôme Lindon, Robert Laffont Deux conceptions de l'édition », La Quinzaine littéraire nº186
- 16/05/1974, « L'édition en crise (IV) - Jérôme Lindon, Robert Laffont L'édition et le profit », La Quinzaine littéraire nº187
- 01/06/1974, « L'édition en crise (V) - Les méthodes de distribution », La Quinzaine littéraire nº188
- 16/06/1974, « L'édition en crise (VI) - Le poids de la distribution », La Quinzaine littéraire nº189
- 01/07/1974, « L'édition en crise (VII) - Les méthodes de diffusion », La Quinzaine littéraire nº190
- 16/07/1974, « L'édition en crise (VIII) - Vente par courtage, vente par correspondance », La Quinzaine littéraire nº191
- 01/09/1974, « L'édition en crise (IX) - Les secrets de la correspondance », La Quinzaine littéraire nº193
- 16/09/1974, « L'édition en crise (X) - Le nouveau visage des clubs », La Quinzaine littéraire nº194
- 16/10/1974, « L'édition en crise (XI) - Les libraires : L'ordinateur est une catastrophe », La Quinzaine littéraire nº196
- 01/11/1974, « L'édition en crise (XII) - Prix bloqués et hausses galopantes », La Quinzaine littéraire nº197
- 01/01/1975, « La grande misère des classiques et des formats de poche », La Quinzaine littéraire nº201
- 04/03/1975, « Suggestions télévision : Le bonheur d'écrire », La Libre Belgique
- 29/09/1975, « La parodie comme une arme », Les Nouvelles littéraires
- 10/03/1977, « Les dames, vingt-cinq ans après », Les Nouvelles littéraires
- 20/07/1978, « L'Enragé de Dominique Rolin », Les Nouvelles littéraires
- 19/04/1979, « Aimez-vous Schwob ? », Les Nouvelles littéraires

#### Ronceraille
- 21/04/1978, La vie d'artiste, Apostrophes - INA
- 1988, Henri Béhar, Littéruptures, L'âge d'homme, p.230-242 Texte en ligne
- 01/11/1995, Comment s'y prend un éditeur, L'Express
- 2002-2004, Philippe Billé, Journal documentaire, p.15-16
- 2003-2004, Stéphane Tufféry, Le pastiche littéraire, Le style mode d'emploi
- 10/05/2006, Pour saluer l'immortel Marc Ronceraille, Le Figaro
- 24/06/2008, Le faux en histoire, France Culture
- 01/07/2008, Marc Ronceraille, serialpoet (contient un extrait sonore de l'entretien de Claude Bonnefoy avec Bernard Pivot, à Apostrophes)
- 08/02/2010, Bernard-Henri Lévy, Vive Jean-Baptiste Botul ! Pour Lacan et contre l'évaluation. De qui se moque Olivier Besancenot ?, La Règle du Jeu
- 09/02/2010, Impostures littéraires : des trafics de mots et des écrivains fantômes, AFP
- 09/02/2010, Impostures littéraires : des trafics de mots et des écrivains fantômes, Le Point
- 12/02/2010, Michel Winock, Les mystificateurs, L'Histoire
- 2011, Dominic Ouellet, « La duplicité à l'œuvre : la mystification » dans L'abrégé d'histoire de la littérature portative et Bartleby et compagnie d'Enrique Vila-Matas, Mémoire Université du Québec, p.11

#### Biographie fictionnelle
- Été 2005, Simon Fournier, « La genèse de la biographie fictionnelle selon la théorie des actes de discours », Canadian Aesthetics Journal / Revue canadienne d'esthétique
- 2006, Nathalie Piégay-Gros, « Fiction et érudition » in Les enseignements de la fiction, Modernités Vol. 23, Presses universitaires de Bordeaux, p.39-51
- 23 avril 2006, Bérenger Boulay, « Apologie d'un mauvais genre », Fabula
- 2008, Robert Dion, Frances Fortier, « Biographies imaginaires, imaginaires de la biographie » in Paroles, textes et images : Formes et pouvoirs de l'imaginaire, Figura, Université du Québec, p.49-72
- 2010, Charline Pluvinet, « Disparaître dans la fiction - La traversée du miroir du Docteur Pasavento », temps zéro nº 3

### Livres
- Le cinéma et ses mythes, Hachette, 1965
- Genet, Universitaires, 1965
- Entretiens avec Eugène Ionesco, Belfond, 1966 Extraits
- Apollinaire, Classiques du XXe siècle, 1969
- Écrivains illustres, Hachette, 1972
- Peintres illustres, Hachette, 1972
- La poésie française - Des origines à nos jours, Seuil, 1975 réédition 2001
- avec Tony Cartano, Daniel Oster, Dictionnaire de littérature française contemporaine, Delarge, 1977 réédition 1995
- Ronceraille, Seuil, 1978
- Panorama critique de la littérature moderne, Belfond, 1981 réédition 1998
- Eugène Ionesco, Entre la vie et le rêve - Entretien avec Claude Bonnefoy, Gallimard, 1996
- Michel Foucault à Claude Bonnefoy, Gallimard, 2006 (livre audio)
- Michel Foucault, Le beau danger - Entretien avec Claude Bonnefoy, EHESS, 2011

## Sources
- Universalia, 1980
- La Quinzaine littéraire nº314, 01/12/1979
- La Quinzaine littéraire nº343, 01/03/1981
- Catalogue SUDOC
- IdRef
- La Quinzaine littéraire